# Reproducció social
La reproducció social, en sociologia, és el conjunt de processos biològics, demogràfics, socials, econòmics i culturals que deriven en l'existència i prevalença d'una societat i dels diferents grups de classes socials que la conformen
Una de les definicions més actuals i complertes, és la que ens ofereix Carmelita Yazbeck
El concepte de reproducció social es refereix a la manera com són produïdes i reproduïdes les relacions socials en aquesta societat. En aquesta perspectiva la reproducció de les relacions socials és entesa com la reproducció de la totalitat de la vida social, el que engloba no només la reproducció de la vida material i de la manera de producció sinó també la reproducció espiritual de la societat i de les formes de consciència social a través de les quals l'home es posiciona en la vida social. D'aquesta manera, la reproducció de les relacions socials és la reproducció de determinat mode de vida, de la quotidianitat, de valors, de pràctiques culturals i polítiques i de la manera com es produeixen les idees en la societat. Idees que s'expressen en pràctiques socials, polítiques, culturals, i en patrons de comportament i que acaben per transcendir a tota la trama de relacions de la societat.

## Conceptualització
Les teories de la reproducció són un conjunt de teories educatives desenvolupades en el marc de la sociologia de l'educació que entenen que l'educació és un mitjà mitjançant el qual es reprodueixen o perpetuen les relacions socials desiguals vigents. A diferència de les teories pedagògiques que projecten intervencions sobre l'educació, les teories educatives de la reproducció només intenten descriure i explicar el funcionament de l'escola, destacant fonamentalment el seu paper reproductor. És aquí, on presenten el debat entre diferents autors i corrents de pensaments.
Els principals exponents d'aquest corrent són Louis Althusser amb la seva teoria dels aparells ideològics d'Estat, Christian Baudelot i Roger Establet qui ofereixen dades científiques per sostenir la teoria d'Althusser amb investigacions sobre les "dues xarxes d'escolarització" a França, els nord-americans Samuel Bowles i Herbert Gintis amb la seva "teoria de la correspondència" i Pierre Bourdieu, Jean-Claude Passeron i Basil Bernstein qui posen l'èmfasi en la "reproducció social/cultural".

### Components de la reproducció social
Si ens centrem en el concepte de reproducció social, observem que el mateix concepte, per a diferents autors, inclou connotacions diferents. És a dir, cal tenir en compte els diferents enfocaments teòrics/ i corrents epistemològiques d'alguns autors que consideren aquest terme com esferes individuals, tenint en compte sempre la seva pròpia adjectivació.
Així doncs, observem que el concepte de reproducció social, depenent de diferents autors, inclou les següents connotacions:
- Reproducció de les classes socials.
- Reproducció humana
- Reproducció econòmica (reproducció del mode de producció, reproducció de la força de treball, reproducció de les relacions de producció).
- Reproducció educativa.
- Reproducció cultural.
- Reproducció política (reproducció del poder, reproducció de la ideologia).
- Reproducció del gènere.
- Reproducció de la sexualitat.
- Reproducció religiosa.

## Història
Les teories de la reproducció, van sorgir en els anys 60, anys 70 i anys 80 principalment a França i Estats Units, encara que la seva influència s'estendria a la resta del món. El marc teòric en què se situen és el marxisme, centrat en el concepte del capitalisme. Cal esmentar, que les teories de la reproducció, provenen de diversos camps disciplinaris, com la filosofia, l'economia, la sociologia o l'antropologia cultural.
Si ens centrem en la nostre temàtica, la reproducció social, l'entenem gràcies a Dowbor. Aquest, explicava que el concepte de reproducció social, néixer com una idea per fer front al concepte de reproducció relacionat al concepte d'economia o capital. Aquests, provoca l'exclusió del mateix concepte cap a pràctiques socials. Al insistir en el concepte de reproducció social, busquem trencar amb la dicotomia que es va crear amb l'economia, que es preocupava per la producció de la riquesa i els aspectes socials, que acompanyava aquest procés amb lentitud, tractant de reduir mitjançant polítiques de millora, les contradiccions generades, la misèria i abandonament. És a dir, l'exclusió.
Així doncs, uns dels autors de referència més crític sobre el tema, va ser Karl Marx, un dels primers autors que va relacionar la producció econòmica i el concepte de reproducció. Tal com va dir: les condicions de producció, son a la vegada les de reproducció. Cap societat por produir contínuament, això es reproduir, sense reconvertir contínuament una part dels seus productes en mitjans de producció o elements de nova producció

## Teoria de la reproducció
En aquest apartat, analitzarem la crítica de la teoria de la reproducció social principalment per dos autors de referència; Pierre Bourdieu i Karl Pearson.

### Base teòrica
Com bé s'ha esmentat anteriorment, en la reproducció social hi predomina el caràcter social, per tant la base teòrica de la teoria de la reproducció social es basa en tots els canvis que s'han produït al llarg dels anys. Aquesta base és el context anterior el qual Pierre Bourdieu i Karl Pearson van dur a terme una sèrie orgànica d'investigacions tant en el camp cultural com en el camp intel·lectual, amb un punt de vista i perspectiva de sociologia del poder.
La teoria de la reproducció social s'analitza a partir de dos conceptes:
- Primer es du a terme un procés significatiu, que fa referència a analitzar les relacions i les interaccions entre els diferents individus.
- A continuació, com un procés desigual, aquesta perspectiva mostra com les accions i les relacions entre els diferents individus es condicionen entre ells. Segons les aportacions teòriques de Pierre Bourdieu i Karl Marx, per poder dur a terme una màxima aproximació a la reproducció social és necessària la consciència de la desigualtat entre les classes socials respecte la distribució de materials i simbòlics, centrant-se en la reproducció de les estructures socials de manera objectiva que creen aquestes desigualtats.[7]

### Crítica de Bourdieu i Pearson a la teoria de la reproducció
Ens basarem en el llibre de la reproducció presentat per aquests dos grans autors.
La perspectiva i posició epistemològica de Pierre Bourdieu, es basa en el estructuralisme constructivista. Aquest, entén per estructuralisme: estructures objectives, independentment a la consciencia i a la voluntat dels agents/ individus.
Per constructivisme social entén que: hi ha una part del sistema, prové d'un origen social és a dir, per una banda se centra en el concepte de com nosaltres com a subjecte percebem la societat, i una altra de com percebem les estructures socials.
Si pensem Karl Pearson aquest es basa en la teoria del funcionalisme. Va ser un dels seus referents. Substitueix el model biològic, pel model cibernètic (punt de referència per analitzar la societat, els processos de comunicació i control que es dona dins del sistema).
Es centra en explicar, com funciona la societat. Considera, que la relació entre les estructures i els processos, no es tant directe, és a dir, les ciències, no poden ser explicades com un esser viu, sinó que s'analitzen com els processos comunicatius.
Per tant, necessitem un gran control del context on el funcionalisme dinàmic, obert, es un sistema que per una part impossibilita aquest control global, per tant, la realitat és variable i complexa, no es sempre obtindrem el mateix resultats per part de les estructures.

### Principals aportacions al llibre de la reproducció
Contemplem doncs, les principals aportacions que tant Bourdieu i Pearson, van fer al llibre de la reproducció:
- Analitza com l'escola, té la finalitat de la transmissió cultural. L'escola transmet als alumnes l'estructura del sistema social i cultural per que aquests, ho assimilin.
- Els nens/nenes que formin part de la cultura homogènia (patriarcat), seran els que tinguin èxit. Per tant, es diferenciaran diferents classes socials en els sistemes interns.
- S'observaran relacions entre desigualtats socials, econòmiques i culturals amb relació a l'escola. És a dir, L'escola com aparell ideològic de l'estat i reproducció social.
- L'escola, genera pràctiques socials i culturals. S'entén com un sistema d'encapçalament de les practiques que produeixen els agents/ individus.
- Els hábitus com a element fonamental que organitza i estructura els sistemes i estructures socials.

## Reproducció social davant el canvi social
El concepte de reproducció social no implica concebre la societat com una organització merament reiterativa, sinó que cal entendre que existeixen disrupcions i resistències en la manera en la qual les societats humanes es donen continuïtat a si mateixes. És el que es coneix com a canvi o transformació social. Així, Passeron explica que no hi ha models socials que poden explicar-se des del canvi social, ja que aquest sorgeix d'una disrupció de les pràctiques socials reiterades al llarg del temps. Com indica l'autor, "el model de reproducció social és un patró respecte al qual es mesuren els canvis registrats, per a concloure que s'ha romàs o no dins del mateix cas de referència, que no s'ha sortit del tipus d'estructura descrit" (Passeron, 1983: 433-434).

## Identificació de reproducció i reproducció social
Tot i que el concepte de reproducció tendeix a estar associat a la biologia, existeixen múltiples científics socials que el fan servir com a sinònim de "reproducció social" o "reproducció econòmica". Un exemple és la definició que realitza Dolors Comas: "reiteració de les condicions d'existència i funcionament d'un determinat mètode de producció". La definició de Comas inclou una visió econòmica del concepte basada en el concepte marxista de "mètode de producció". També aporta una visió social i biologista fent referència a "condicions d'existència i funcionament".